# 海斯鎮區 (密歇根州克萊爾縣)
海斯鎮區（英語：Hayes Township）是位於美國密歇根州克萊爾縣的一個行政鎮區。

## 地方資料
海斯鎮區的面積為83.32平方千米，當中陸地面積為81.01平方千米，而水域面積為2.31平方千米。根據2020年美國人口普查的數據，當地共有人口4642人，而人口密度為每平方千米55.71人。